# Royal New Zealand Air Force

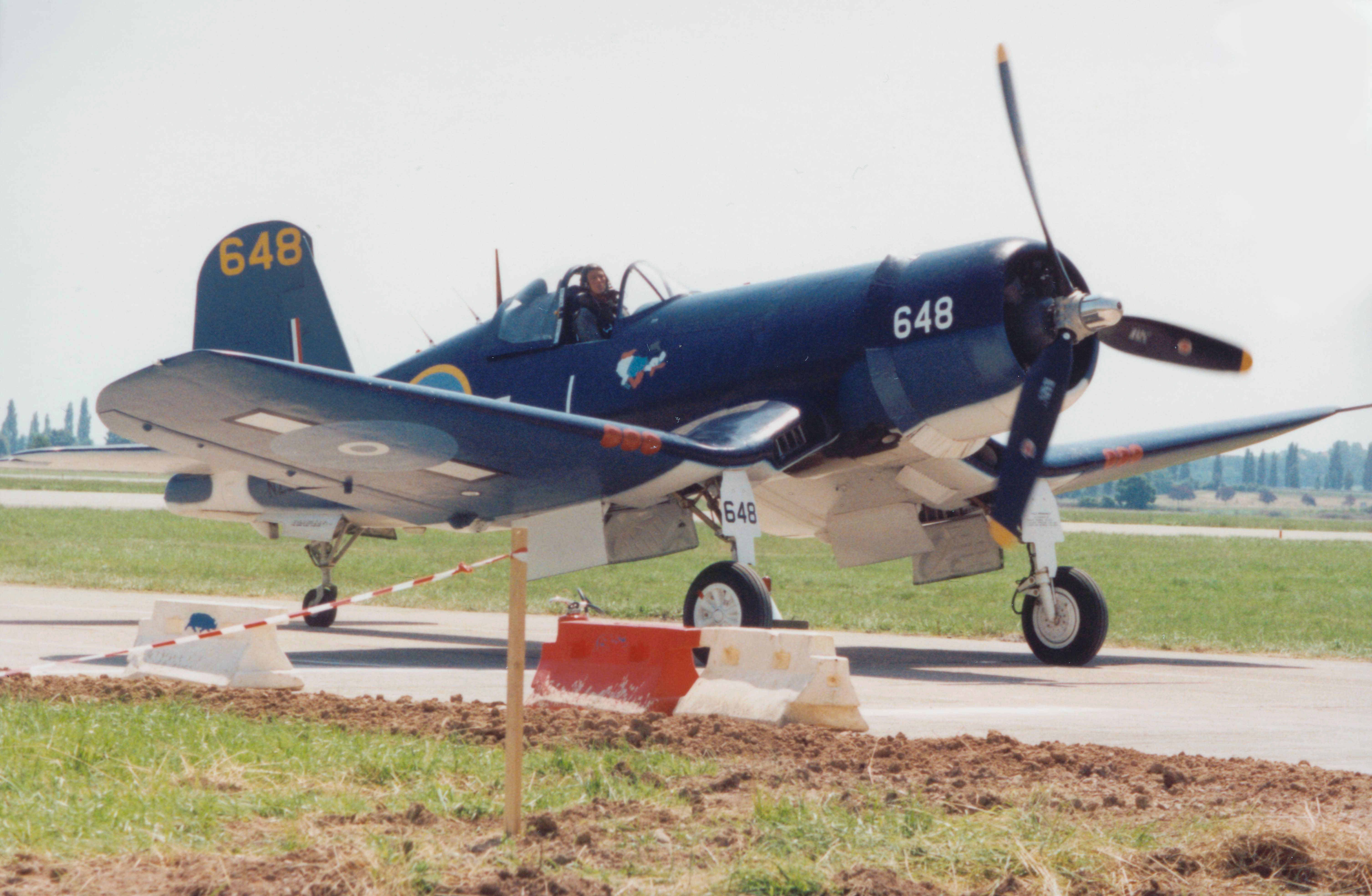
Restaurovaný Corsair FG-1D RNZAF

Royal New Zealand Air Force (RNZAF) jsou novozélandské vojenské vzdušné síly a složka Obranných sil Nového Zélandu. Nezávislé jsou od roku 1923, kdy se vydělily z Royal Air Force.
Největšího rozmachu se RNZAF dočkaly v roce 1945, kdy měly ve svém stavu přes 1000 bojových letounů. V roce 2007 v nich sloužilo už jen 53 letounů.

## Letadlový park
| Letadlo                        | Foto                     | Země původu              | Typ                                                    | Verze                    | Ve službě                | Poznámky                                         |
| Námořní hlídková letadla       | Námořní hlídková letadla | Námořní hlídková letadla | Námořní hlídková letadla                               | Námořní hlídková letadla | Námořní hlídková letadla | Námořní hlídková letadla                         |
| ------------------------------ | ------------------------ | ------------------------ | ------------------------------------------------------ | ------------------------ | ------------------------ | ------------------------------------------------ |
| Lockheed P-3 Orion             |                          | USA                      | protiponorkové/námořní hlídkový letoun                 | P-3K2                    | 6                        | Letadla mají být po roce 2025 nahrazena.         |
| Dopravní a transportní letouny |                          |                          |                                                        |                          |                          |                                                  |
| Boeing 757                     |                          | USA                      | dopravní letoun                                        | 757-200                  | 2                        | Letadla mají být po roce 2020 nahrazena.         |
| Lockheed C-130 Hercules        |                          | USA                      | transportní letoun                                     | C-130H                   | 5                        | Letadla mají být po roce 2020 nahrazena.         |
| Vrtulníky                      |                          |                          |                                                        |                          |                          |                                                  |
| AgustaWestland AW109           |                          | Itálie                   | užitkový, lehký dopravní a cvičný vrtulník             | A109LUH                  | 5                        | Vrtulníky jsou používány k dopravě a výcviku.    |
| NHIndustries NH90              |                          | Evropská unie            | střední dopravní vrtulník                              | NH90                     | 9                        | 9. stroj byl použitý jako zdroj náhradních dílů. |
| Kaman SH-2G Super Seasprite    |                          | USA                      | protiponorkový/námořní hlídkový vrtulník               | SH-2G(I)                 | 10                       | Vrtulníky Royal New Zealand Navy.                |
| Cvičná letadla                 |                          |                          |                                                        |                          |                          |                                                  |
| Beechcraft Super King Air      |                          | USA                      | vícemotorový cvičný letoun/dopravní letoun/doprava VIP | Super King Air 200       | 4                        | Používané k dopravě a dopravě VIP.               |
| Beechcraft T-6 Texan II        |                          | USA                      | cvičný letoun                                          | T-6C                     | 11                       | Používané pro ozbrojený průzkum a výcvik.        |